# 韦尔梅塞斯德尔塞罗
韦尔梅塞斯德尔塞罗是西班牙瓜达拉哈拉省, 卡斯蒂利亚-拉曼恰自治区的一个市镇。根据 2004 人口普查 (INE), 该市镇共有53人